# Premio El Poeta Joven del Perú
 El Poeta Joven del Perú es un concurso creado por el grupo literario promotor de la revista Cuadernos Trimestrales de Poesía, liderados por Marco Antonio Corcuera. Se realizaron nueve convocatorias quinquenales entre 1960 y 1999. En estas ediciones se contó con el apoyo de la Municipalidad de Trujillo.
Después de años de interrupción y con ocasión del centenario del nacimiento de Corcuera, la Fundación Marco Antonio Corcuera retomó esta iniciativa en 2016 y ha convocado la décima edición del concurso, cuya premiación se llevó a cabo en noviembre de 2017. Fue organizado junto con el Centro Cultural de la Universidad de Piura; se recibieron 198 originales.

## Historia
En mayo de 1960, en la celebración de los diez años de la revista Cuadernos Trimestrales de Poesía, se reunió un grupo de intelectuales en Lima, entre los que se encontraban Juan Gonzalo Rose, Francisco Bendezú, Washington Delgado, Marco Antonio y Arturo Corcuera, entre otros, acompañados del poeta norteamericano Allen Ginsberg. Este último alentó la iniciativa de promover la poesía a través de un concurso, denominado finalmente El Poeta Joven del Perú, con el propósito de descubrir y estimular la obra inédita de jóvenes valores para la lírica nacional.
En diciembre de ese mismo año se realizó el primer concurso, resultando ganadores Javier Heraud y César Calvo con sus poemarios El viaje y Poemas bajo tierra, respectivamente, poetas ambos luego relevantes en la historia de la poesía en el Perú. 

## Trascendencia
Asimismo, el certamen constituyó durante muchos años un referente cultural para el país, pues permitió el descubrimiento o el apoyo a poetas que se convertirían en figuras de la poesía contemporánea del Perú. Además de Javier Heraud y César Calvo, se puede mencionar a Winston Orrillo, Manuel Ibáñez Rosazza, José Watanabe, Antonio Cillóniz, Jesús Cabel o Luis Eduardo García. En el jurado de los premios han participado importantes poetas peruanos. El del 2017 estuvo conformado por Juan Carlos de la Fuente, Ana María García, Marco Martos, Manuel Pantigoso y Marita Troiano.

## Ganadores y Menciones Honrosas

### 1960
Primer Premio
- César Calvo. Poemas Bajo Tierra
- Javier Heraud. El Viaje

Segundo Premio 
- Mario Razzeto. Las Palomas y la Fuente

Menciones Honrosas
- Carmen Luz Bejarano. Poemas
- Ricardo Espinoza Salazar. La voz alucinante
- Livio Gómez. Infancia del Olvido
- Juan Paredes Carbonell. Cantos del pueblo y el amor terrestre
- Alberto Vega. La palabra natal

### 1965
Primer Premio
- Winston Orrillo. Travesía tenaz
- Manuel Ibáñez Rosazza. La ciudad otra vez

Segundo Premio
- Luis Hernández Camarero. Las Constelaciones

Menciones Honrosas
- Juan Ojeda. Elogio de los navegantes
- Luis Enrique Tord. Cantos negros
- Mercedes Ibáñez Rosazza. Las cosas reservadas
- José Watanabe. Arquitectura de la sombra en la hierba

### 1970
Primer Premio
- Antonio Cillóniz. Después de caminar cierto tiempo hacia el este
- José Watanabe. Álbum de familia

Menciones Honrosas
- Carlos Degregori. Para calmar la ira de los dioses
- Jorge Díaz Herrera. Descubrimiento
- Manuel Dammert. Para sobrevivir la hegemonía de los vegetales

### 1975
Primer Premio
- Jesús Cabel. Cruzando el infierno

Segundo Premio 
- Julio Carmona. A orillas del amar

Menciones Honrosas 
- Jorge Hugo Girón. Pregunta
- Alberto Alarcón Olaya. Vestidura del fuego
- Carlos López Denegri. Islas
- Miguel Rodríguez Rea. Un no rompido sueño

### 1980
Primer Premio
- Jorge Eslava Calvo. De Faunas y Dioses

Segundo Premio
- Beethoven Medina Sánchez. En las 7 estaciones de Kaivalya

Menciones Honrosas
- Jesús Granados Aponte. Galhya
- Andrés Gerardo Unger. Quince poemas

### 1985
Primer Premio
- Luis Eduardo García. Dialogando el extravío

Menciones Honrosas
- José Carlos Contreras. Oración y relatos del Excelentísimo Cardenal Pakinipnty
- Franco Armando. Palabras de amor
- Juan Carlos de la Fuente. Noicatibá
- Beethoven Medina. Y antes niegue sus luces el sol
- Fernando Andrés Obregón Rossi. Paraíso mayor y otros poemas

### 1990
Primer Premio
- Monserrat Álvarez. Filosofía Ilógica
- David Novoa Jiménez. Itinerario del alado sin cielo

Menciones Honrosas
- Juan Felipe Flores Flores. La casa de las brujas
- Alfredo Herrera Flores. Elogio de la nostalgia
- Armando Agüero Colling. Como una prolongación de tu historia

### 1995
Primer Premio
- Enrique Hulering Villegas. Cuaderno de Gulliver

Menciones Honrosas
- Pedro Diez Canseco Muñoz. Todos los nombres del polvo
- José Antonio Galloso Ramos. Si huyes hacia adentro
- Roger Lázaro Inca. De perfil un dios inútil
- Ernesto Zumarán Alvíez. Ciudad irredenta

### 1999
Primer Premio
- Selenco Vega Jácome. Sagrada Familia

Menciones Honrosas
- Carlos Alberto Becerra Popuche. Ojos contra la arena
- Manuel Medina Velásquez. Criaturas
- Ángel Eduardo Ibarguren Buendía. Prófugos, viento, tiempo, dolor, despedidas

### 2017
Primer Premio
- Roy Vega Jácome[1] "Etapas del espíritu-runas grabadas en la piel."

Menciones Honrosas 
- María Belén Milla. "Amplitud del mito"
- Stephany Calderón. “El péndulo de la locura”
- Gian Pierre Codarlupo. “Búsqueda en otro recinto”
- Donathy Collazos. “Caleidoscopio”
- Regina Garrido. “La casa vacía”

### 2020
Primer Premio
- Alonso Paucardi Munguía."Rostros del alma"

Menciones Honrosas
- Lourdes Estela Apari Moscoso. "Apacheta"
- Julio Barco. "Semillas Cósmicas"
- María Belén Milla. "Hasta que una playa me destruya los ojos"